# Blue Yodel
Les chansons Blue Yodel sont un ensemble de treize chansons composées et enregistrées par Jimmie Rodgers à partir de 1927 et jusqu'à sa mort en mai 1933. Ces chansons suivent un même format de blues en douze temps, et comprennent des parties yodlées typiques des compositions de Rodgers. Il rencontre un succès considérable aux États-Unis avec ses Blue Yodels au cours des années 1920 et 1930.
Le terme de « blue yodel » est aussi parfois employé pour désigner le yodel américain, par opposition à sa version ancestrale européenne (suisse, allemande et autrichienne).

## Les 13 Blue Yodels
- Blue Yodel no 1 (T for Texas) : enregistrement du 30 novembre 1927 à Camden (New Jersey), commercialisé le 3 février 1928 (BVE 40753-2).
- Blue Yodel no 2 (My Lovin’ Gal, Lucille) : enregistrement du 15 février 1928 à Camden, commercialisé le 4 mai 1928 (BVE 41741-2).
- Blue Yodel no 3 (Evening Sun Yodel) : enregistrement du 15 février 1928 à Camden, commercialisé le 7 septembre 1928 (BVE 41743-2).
- Blue Yodel no 4 (California Blues) : enregistrement du 20 octobre 1928 à Atlanta (Géorgie), commercialisé le 8 février 1929 (BVE 47216-4).
- Blue Yodel no 5 (It’s Raining Here) : enregistrement du 23 février 1929 à New York, commercialisé le 20 septembre 1929 (BVE 49990-2).
- Blue Yodel no 6 (She Left Me This Mornin’) : enregistrement du 22 octobre 1929 à Dallas (Texas), commercialisé le 21 février 1930 (BVE 56453-3).
- Blue Yodel no 7 (Anniversary Blue Yodel) : enregistrement du 26 novembre 1929 à Atlanta, commercialisé le 5 septembre 1930 (BVE 56607-3).
- Blue Yodel no 8 (Mule Skinner Blues) : enregistrement du 11 juillet 1930 aux studios Hollywood Recording à Los Angeles, commercialisé le 6 février 1931 (PBVE 54863-3).
- Blue Yodel no 9 (Standin’ On the Corner) : enregistrement du 16 juillet 1930 aux studios Hollywood Recording à Los Angeles (avec Louis Armstrong à la trompette), commercialisé le 11 septembre 1931 (PBVE 54867-3).
- Blue Yodel no 10 (Ground Hog Rootin’ in My Backyard) : enregistrement du 6 février 1932 à Dallas, commercialisé le 12 août 1932 (BVE 70650-2).
- Blue Yodel no 11 (I’ve Got a Gal) : enregistrement du 27 novembre 1929 à Atlanta, commercialisé le 30 juin 1933, donc après la mort de Jimmie Rodgers (BVE 56617-4).
- Blue Yodel no 12 (Barefoot Blues) : enregistrement du 17 mai 1933 à New York, commercialisé le 27 juin 1933, soit un mois après la mort de Jimmie Rodgers (BS 76138-1).
- Jimmie Rodgers' Last Blue Yodel (The Women Make a Fool Out of Me) : enregistrement du 18 mai 1933 à New York, commercialisé le 20 décembre 1933, soit sept mois après la mort de Jimmie Rodgers (BS 76160-1).